# Meira (apelido)
O mais antigo nome da família de que se tem relato é D. Rodrigo Afonso de Meira, senhor do Solar de Meira, que foi casado com D. Ouroana Correia, filha de Paio Soares Gravel, com quem teve vários filhos. 
Dentre os vários membros desta família é de destacar João de Meira, personagem esta que foi o Senhor da Domus Fortis denominada Torre de Campoza.
Sobre este família, o bispo de Malaca, entre 1578 e 1601, D. João Ribeiro Gaio, escreveu os seguintes versos:
|  | Rodrigo Afonso de Meira, mui esforçado varão, D.Godinha da Feira, ouve então por companheira, dos quais vem este brasão. | — Rimas |